# Incallajta
Incallajta (del quítxua Inka Llaqta, 'ciutat de l'Inca'), també registrat com Inkallajta, és un dels centres arqueològics més importants de Bolívia. Està situat al municipi de Pocona, en el departament de Cochabamba a una alçada de 2.950 msnm. La ciutadella arqueològica d'Incallajta està promocionada per entitats nacionals i regionals com a Patrimoni Cultural de la Humanitat davant la Unesco.

## Història
Incallajta fou la "llajta" inca més important del Collasuyo, un dels quatre suyos del Tahuantinsuyo. La construcció data de finals del s. XV. Actualment, és el llegat inca més important del territori bolivià.
La ciutat fou construïda per Túpac Yupanqui i reconstruïda per Huayna Cápac, durant les visites que feia a Cochabamba, Pocona i el centre de Bolívia. Era fortalesa militar, centre polític, administratiu i cerimonial de l'Imperi Inca o Tahuantinsuyo i frontera geogràfica de l'Imperi Inca enfront de les invasions dels Avá Guaraní.

## Descripció
El complex arqueològic té una superfície d'unes 80 ha. Està construït per grans places i patis circumdats per unes muralles i construccions amb portes que donen cap als espais oberts. El temple principal o la Kallanka, té 78 per 25 m i 12 d'alt; el mur és el més prominent i característic d'aquesta estructura: un mur hastial amb 10 fornícules, 4 finestres i acabat de fang, domina l'àrea central del lloc.
Se situa sobre un con d'ejecció, en el fort Huayko, un congost quasi inaccessible. Les unitats arquitectòniques no es comuniquen les unes amb les altres. S'hi observen formes trapezoïdals; ja que la figura geomètrica característica d'aquestes ruïnes és el trapezi.
"La Pista" o pati és un espai mític polifuncional. L'ús del material bàsic de construcció és la pedra, amb recobriment de fang.
Els sostres són "exempts", per això es denominen coberta exempta, l'estructura de suport n'és de fusta.

## Òpera
Incallajta és el nom de la primera òpera boliviana, anomenada així en honor d'aquestes magnífiques ruïnes; és una obra escrita per Atiliano Auza León, i el llibret és de Norma Méndez de Paz.